# Amelanchier nantucketense
Amelanchier nantucketense är en rosväxtart som beskrevs av E. P. Bickn.. Amelanchier nantucketense ingår i släktet häggmisplar, och familjen rosväxter. Inga underarter finns listade i Catalogue of Life.